# Alentejo Central
O Alentejo Central é uma sub-região portuguesa situada no sudeste do país, pertencendo à região do Alentejo. Tem uma extensão total de 7.393 km2, 152.511 habitantes em 2021 e uma densidade populacional de 22 habitantes por km2.
É composta por 14 municípios e 69 freguesias, sendo a cidade de Évora a cidade administrativa e o principal núcleo urbano da sub-região. Com 43.652 habitantes na sua área urbana e 53.591 habitantes em todo o município, é a maior cidade e o maior município do Alentejo Central, sendo limitada a noroeste com o Lezíria do Tejo, a norte com o Alto Alentejo, a leste com a região espanhola da Estremadura, a sul com o Baixo Alentejo, a sudoeste com o Alentejo Litoral e a oeste com a Área Metropolitana de Lisboa.

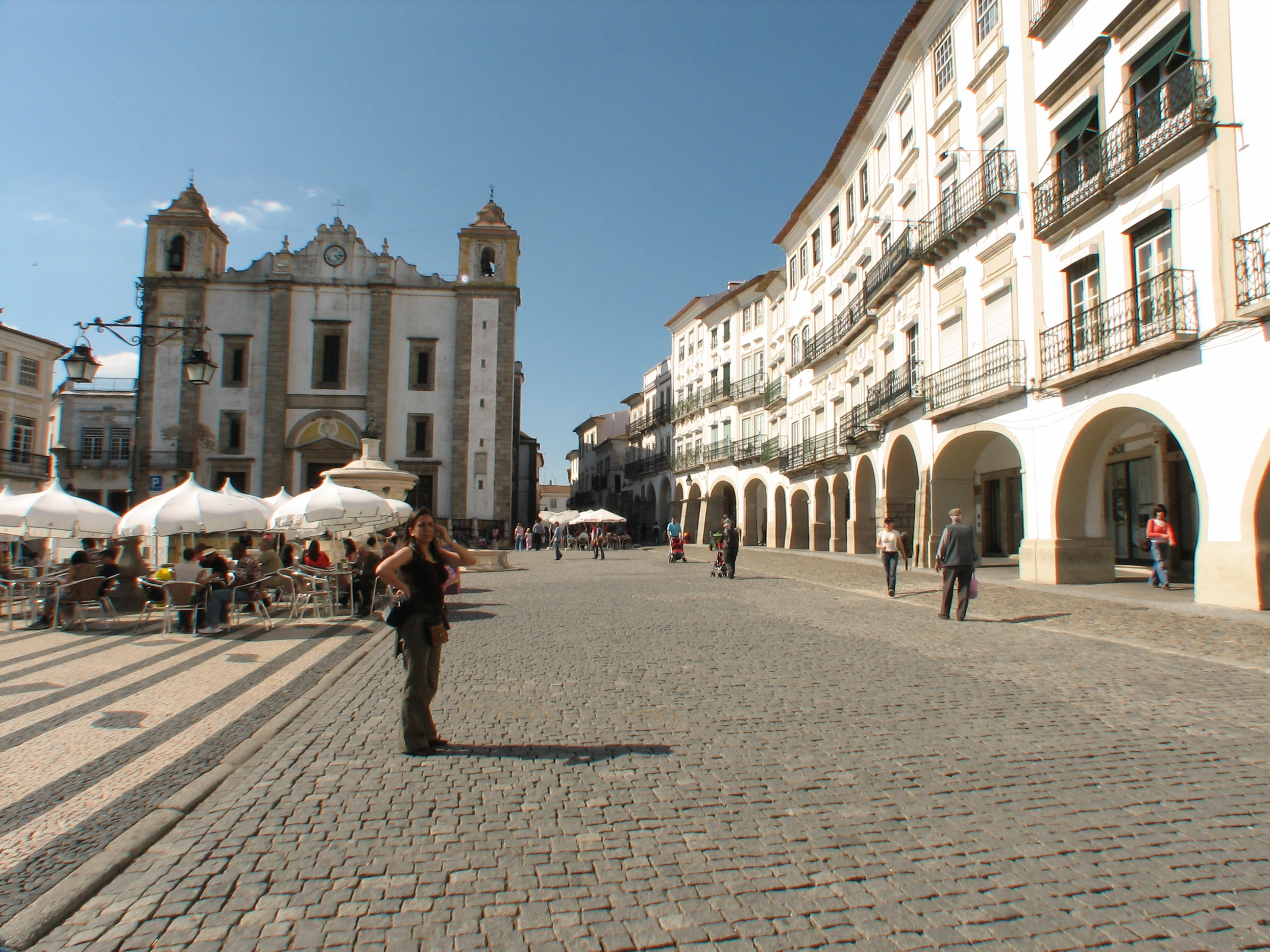
Évora é a principal cidade do Alentejo Central

## Divisões
A sub-região é composta por 14 municípios, 69 freguesias e seis cidades:

### Municípios
O Alentejo Central divida-se nos seguintes 14 municípios:
- Alandroal
- Arraiolos
- Borba
- Estremoz
- Évora
- Montemor-o-Novo
- Mora
- Mourão
- Portel
- Redondo
- Reguengos de Monsaraz
- Vendas Novas
- Viana do Alentejo
- Vila Viçosa

### Freguesias
O Alentejo Central divida-se nas seguintes 69 freguesias:

### Cidades
O Alentejo Central compreende as seguintes seis cidades:
- Borba
- Estremoz
- Évora
- Montemor-o-Novo
- Reguengos de Monsaraz
- Vendas Novas